# De hemel in de hel
De hemel in de hel is een stripalbum dat voor het eerst is uitgegeven in 1983 met Stephen Desberg als schrijver en Willy Maltaite als tekenaar. Deze uitgave werd uitgegeven door P&T Production.